# 神傳實用流
神傳實用流（しんでんじつようりゅう）とは、柔術の流派である。

## 歴史
藤原獻次興親（藤原献次）が真妙流から開いた流派である。
真妙流の流祖は根来獨身斎重明である。根来は天心獨明流の祖でもあった。羽客の了心醉月翁から根来獨身斎重明に伝わったものであるとされている。北條數馬時吉（竹鳳軒 北條退山）は江戸に道場を開き数多くの門人を育てた。藤原獻次は北條の門人の遠藤貞八郎から真妙流と天心独明流を学んだ。
藤原の弟子の花房厳雄義制（1809-1855）は、京都の伏見宮家に仕えていた天心獨明流の剣術家である。
花房の門人の長尾勇は、1850年頃（嘉永年間）に大阪で神伝実用流を教えており、天神真楊流と試合を行った記録が残っている。
また甲賀にも伝わっていたとされる。
同系統の流派に同じ京都で学ばれていた神伝不動流があり、ほぼ同じ内容を伝えていた。

## 内容
神傳実用流の目録。
（初段）
足返、鏡取、胸取、胸落、草摺、投捨、錣返、後抱、翼執、海老返、夢枕、両手抜、車返、絹被
中段
合引、體月、片輪車、前懸、袖之下、前緉、行逢、臂罩返、翼取、後懸、足手抜、兜返、源氏車、襟、當落
替仝断
襟
後胸、片手緉、車緉、取違、裸緉、張弓、絞緉、関桁緉、襟車、右緉、左緉、山蔭之緉
腰之廻
足薙、鐔留、柄捌、捻外、奏者、柄取、鐺返、山荒、人中之當抜、引立、両柄、浪影
無刀取
草摺、合引緉、錣返、左抜、右抜、飛違、鷲之曲、妻手抜、月之當、影之當、天狗倒、天狗投
拳法
袖摺、引出、朽木倒、荒浪、虎乱入、乱曲、円相、一文字、簾巴、涌出、鷲抓、二光當
扇子取
上段、中段、下段、右剣、左剣、袈裟車
鉄鎖
巻落、摺下、忍返、坂落、乱剣、龍返
積功

## 系譜
複数の系統があったと考えられるが、例として一部を示す。
伝書では真妙流から書かれる。系譜は下記の通りである。
藤原獻次までの真妙流系譜
- 了心醉月翁
- 根来獨身斎重明
- 根来八九郎重道
- 根来久太夫重信
- 押田亀右衛門尉重正
- 柴田平左衛門尉正道
- 北條數馬時吉（竹鳳軒 北條退山）
- 遠藤泰鳳軒祐泰（遠藤貞八郎）
- 藤原獻次興親（神傳實用流を開く）

神傳実用流の系譜
- 藤原獻次興親
- 花房龍司義制[3]（京都）
- 中尾勇師古（大阪住）
- 西亭勇治清原吉栄

## 注
1. ↑  『渡辺一郎先生自筆 近世武術史研究資料集』ｐ323　嘉永四年に西亭勇治が天神真楊流と試合をしている。
2. ↑  『小佐野淳「柔術史異聞第十回 天心独名流の末流柔術 謎の神傳實用流をかいまみる」
『和儀 弐拾五號』（編者・平上信行　発行・和科學々會）
3. ↑  天心獨明流の剣術家、花房厳雄義制（1809-1855　）デジタル版 日本人名大辞典+Plus
京都等で天心獨明流を教えていた。天心獨名流の弟子に藤本鉄石がいる。